# 遊行見聞録
『遊行見聞録』（ゆうこうけんぶんろく）は、1988年10月9日から1990年10月21日までテレビ朝日系列局で放送されていたテレビ朝日とイースト（現・EAST）の共同制作の情報番組である。全日空の一社提供。放送時間は毎週日曜 18:30 - 18:55 （日本標準時）。
若い女性を対象にした情報番組。当時の人気タレントやミュージシャンなどをスタジオに招き、毎回テーマにあったVTRを見ながら、時の話を中心とする話題に花を咲かせていた。

## 主な出演者
- 生島ヒロシ
- 渡辺正行
- 榊原郁恵
- 秋野暢子
- 清水宏次朗
- 三田寛子
- 兵藤ゆき
- 手塚理美
- 定岡正二
- 岡安由美子
- 喜多嶋舞
- 石川秀美 ほか

## スタッフ
- ナレーター●槇大輔 ほか
- 構成●纐纈幸博、木崎徹（毎週）、神部恒彦、司 透、伊藤滋之、井上もんた ほか
- ブレーン●佃美恵子、有留よし子
- 技術●東通、テイクスタジオ
- オンライン編集●井戸清（ヴィジュアルベイ）ほか
- ＭＡ●豊田浩（六本木ビデオセンター）ほか
- 音響効果●有馬克己（東京サウンド企画　現 スカイウォーカー）ほか
- 美術●アックス
- ＴＫ●小宮高子、別部恵子
- 広報●津田宗司（テレビ朝日）
- ＡＰ●橋口エリ子
- ＡＤ●上西浩之（イースト）、藤沢修、柴田護 ／ 白井佐智子（MEN'S）／ 高林昭裕、松本弘之（マックスコム）
- ディレクター●玉井昭彦、武部真子、入野幸雄、西沢雅文（現:ファルコン）、田中昌裕、立川英弘（イースト）／ 森本正直、吉野宏樹、今泉暢子、吉田一正（MEN'S）／ 池田睦也、田尾佳久（マックスコム） ほか
- プロデューサー●竹田賢一（テレビ朝日）／ 壁谷政彦（イースト・現:ファルコン）、森政康（イースト）／ 横田洸一（マックスコム）
- 制作●下川靖夫（テレビ朝日）
- 総合演出●つきざわけんじ（MEN'S・当時は月澤憲司 表記）
- 制作協力●イースト、MEN'S ／ マックスコム
- 制作著作●テレビ朝日

## テーマ曲
- GOODBYE FUTURE （杏里）
- SHINING IN THE NIGHT （KATSUMI）
- うれしはずかし朝帰り(DREAMS COME TRUE)

## ネット局と放送時間
| 放送対象地域  | 放送局             | 系列           | 放送時間（JST）     | 備考                  |
| ------------- | ------------------ | -------------- | ------------------- | --------------------- |
| 関東広域圏    | テレビ朝日         | テレビ朝日系列 | 日曜日18:30 - 18:55 | 制作局                |
| 北海道        | 北海道テレビ       | テレビ朝日系列 | 日曜日18:30 - 18:55 |                       |
| 宮城県        | 東日本放送         | テレビ朝日系列 | 日曜日18:30 - 18:55 |                       |
| 福島県        | 福島放送           | テレビ朝日系列 | 日曜日18:30 - 18:55 |                       |
| 新潟県        | 新潟テレビ21       | テレビ朝日系列 | 日曜日18:30 - 18:55 |                       |
| 静岡県        | 静岡けんみんテレビ | テレビ朝日系列 | 日曜日18:30 - 18:55 | 現:静岡朝日テレビ     |
| 中京広域圏    | 名古屋テレビ       | テレビ朝日系列 | 日曜日18:30 - 18:55 |                       |
| 近畿広域圏    | 朝日放送           | テレビ朝日系列 | 日曜日18:30 - 18:55 |                       |
| 広島県        | 広島ホームテレビ   | テレビ朝日系列 | 日曜日18:30 - 18:55 |                       |
| 香川県 岡山県 | 瀬戸内海放送       | テレビ朝日系列 | 日曜日18:30 - 18:55 |                       |
| 福岡県        | 九州朝日放送       | テレビ朝日系列 | 日曜日18:30 - 18:55 |                       |
| 長崎県        | 長崎文化放送       | テレビ朝日系列 | 日曜日18:30 - 18:55 | 1990年4月1日開局から  |
| 熊本県        | 熊本朝日放送       | テレビ朝日系列 | 日曜日18:30 - 18:55 | 1989年10月1日開局から |
| 鹿児島県      | 鹿児島放送         | テレビ朝日系列 | 日曜日18:30 - 18:55 |                       |
| 石川県        | 北陸放送           | TBS系列        | 火曜日19:30 - 19:54 | 遅れネット            |